# 골든게이트 대학교
골든게이트 대학교(Golden Gate University, GGU)는 미국 캘리포니아주 샌프란시스코에 위치한 사립 대학이다. 1901년 설립된 골든게이트 대학교는 법학, 비즈니스, 과세, 기술, 회계, 심리학, 학사 부문의 여러 스쿨을 통한 전문가 교육을 전문으로 한다. 이 대학교는 8개의 학사 학위 프로그램과 17개의 석박사 학위 프로그램을 제공한다.

## 같이 보기
- 캘리포니아주의 대학 목록